# Acrolophus indecora
Acrolophus indecora är en fjärilsart som beskrevs av Walker 1863. Acrolophus indecora ingår i släktet Acrolophus och familjen Acrolophidae. Inga underarter finns listade i Catalogue of Life.